# Beringen, Belgien
Beringen (limburgiska: Berringe) är en stad och kommun i provinsen Limburg i regionen Flandern i Belgien. Beringen hade 46 118 invånare (2018).